# Tweede divisie 1965/66
Het seizoen 1965/66 was het tiende seizoen in het bestaan van de Nederlandse Tweede divisie. De voetbalcompetitie, georganiseerd door de Koninklijke Nederlandse Voetbalbond (KNVB), was het derde en laagste niveau binnen het Nederlandse betaald voetbal.
Na dit seizoen werd de Tweede divisie definitief teruggebracht tot één afdeling zoals de Eerste divisie dat al eerder had gedaan. Een aantal clubs moesten hierdoor aan het einde van dit seizoen het veld ruimen in het betaalde voetbal. Ze zochten bijvoorbeeld een fusiepartner of lieten de proftak binnen hun club opheffen en gingen terug naar de amateurs. Acht clubs (groen) mochten promoveren naar de Eerste divisie. Zwartemeer ging na dit seizoen verder als SC Drente.

## Tweede divisie A

### Deelnemende teams
| Club          | Plaats           | Accommodatie           | Capaciteit | Trainer            |
| ------------- | ---------------- | ---------------------- | ---------- | ------------------ |
| AGOVV         | Apeldoorn        | Berg & Bos             | 20.000     | Franz Rybicki      |
| Gooiland      | Hilversum        | Gemeentelijk Sportpark | 16.000     | Evert Mur          |
| De Graafschap | Doetinchem       | De Vijverberg          | 12.000     | Evert Teunissen    |
| Heerenveen    | Heerenveen       | Gemeentelijk Sportpark | 12.000     | Lászlo Zalai       |
| Hilversum     | Hilversum        | Gemeentelijk Sportpark | 16.000     | Wim Vaal           |
| HVC           | Amersfoort       | Birkhoven              | 10.000     | Hans Croon         |
| PEC           | Zwolle           | De Vrolijkheid         | 10.000     | Wim Blokland       |
| Tubantia      | Hengelo          | Veldwijk               | 30.000     | Piet de Wolf       |
| Veendam       | Veendam          | De Langeleegte         | 13.000     | Otto Bonsema       |
| Vitesse       | Arnhem           | Nieuw-Monnikenhuize    | 18.000     | Joseph Gruber      |
| Wageningen    | Wageningen       | Wageningse Berg        | 16.000     | Bas Paauwe sr.     |
| FC Zaanstreek | Koog aan de Zaan | De Koog                | 10.000     | Toon van den Enden |
| ZFC           | Zaandam          | Westzanerdijk          | 10.000     | Dick Maurer        |
| Zwartemeer    | Klazienaveen     | Mr. Ovingstraat        | 8.000      | Piet Dubbelman     |
| Zwolsche Boys | Zwolle           | Gemeentelijk Sportpark | 15.000     | Cor Sluijk         |

### Eindstand
| pos | club          | gs | w  | g  | v  | pnt | dv | dt | ds  |
| --- | ------------- | -- | -- | -- | -- | --- | -- | -- | --- |
| 1.  | Vitesse       | 28 | 22 | 4  | 2  | 48  | 75 | 30 | 45  |
| 2.  | De Graafschap | 28 | 19 | 5  | 4  | 43  | 74 | 22 | 52  |
| 3.  | FC Zaanstreek | 28 | 13 | 11 | 4  | 37  | 43 | 25 | 18  |
| 4.  | Zwartemeer    | 28 | 14 | 9  | 5  | 37  | 54 | 36 | 18  |
| 5.  | HVC           | 28 | 12 | 10 | 6  | 34  | 43 | 32 | 11  |
| 6.  | Veendam       | 28 | 11 | 8  | 9  | 30  | 49 | 42 | 7   |
| 7.  | PEC           | 28 | 11 | 6  | 11 | 28  | 40 | 35 | 5   |
| 8.  | Wageningen    | 28 | 10 | 8  | 10 | 28  | 49 | 56 | -7  |
| 9.  | Heerenveen    | 28 | 9  | 6  | 13 | 24  | 43 | 58 | -15 |
| 10. | Tubantia      | 28 | 8  | 7  | 13 | 23  | 38 | 61 | -23 |
| 11. | AGOVV         | 28 | 8  | 4  | 16 | 20  | 38 | 53 | -15 |
| 12. | Hilversum     | 28 | 5  | 9  | 14 | 19  | 27 | 47 | -20 |
| 13. | SC Gooiland   | 28 | 3  | 12 | 13 | 18  | 34 | 54 | -20 |
| 14. | ZFC           | 28 | 7  | 3  | 18 | 17  | 35 | 54 | -19 |
| 15. | Zwolsche Boys | 28 | 4  | 6  | 18 | 14  | 23 | 60 | -37 |

### Legenda
| Kleur | Kwalificatie voor               |
| ----- | ------------------------------- |
|       | Promotie naar de Eerste divisie |

### Uitslagen
|               | AGO   | GOO   | GRA   | HEE   | HIL   | HVC   | PEC   | TUB   | VEE   | VIT   | WAG   | ZAA   | ZFC   | ZWA   | ZBO    |
| ------------- | ----- | ----- | ----- | ----- | ----- | ----- | ----- | ----- | ----- | ----- | ----- | ----- | ----- | ----- | ------ |
| AGOVV         |       | 3 – 1 | 0 – 5 | 4 – 0 | 1 – 1 | 0 – 1 | 3 – 2 | 0 – 2 | 2 – 1 | 0 – 2 | 2 – 3 | 0 – 2 | 2 – 1 | 2 – 3 | 5 – 0  |
| SC Gooiland   | 4 – 1 |       | 0 – 1 | 5 – 1 | 1 – 1 | 1 – 1 | 1 – 1 | 1 – 1 | 2 – 2 | 0 – 2 | 0 – 1 | 1 – 1 | 0 – 4 | 3 – 3 | 0 – 2  |
| De Graafschap | 1 – 0 | 4 – 1 |       | 4 – 2 | 2 – 0 | 2 – 2 | 3 – 1 | 4 – 0 | 1 – 1 | 0 – 2 | 9 – 0 | 3 – 0 | 4 – 0 | 5 – 1 | 2 – 0  |
| Heerenveen    | 5 – 1 | 1 – 0 | 1 – 1 |       | 2 – 0 | 0 – 2 | 2 – 1 | 5 – 2 | 1 – 3 | 1 – 1 | 0 – 0 | 1 – 3 | 2 – 5 | 1 – 1 | 4 – 2  |
| Hilversum     | 0 – 2 | 2 – 2 | 0 – 4 | 3 – 1 |       | 2 – 0 | 0 – 2 | 1 – 0 | 0 – 5 | 2 – 3 | 0 – 0 | 0 – 0 | 0 – 1 | 1 – 1 | 3 – 0  |
| HVC           | 3 – 1 | 0 – 0 | 1 – 2 | 0 – 0 | 2 – 1 |       | 0 – 2 | 1 – 0 | 2 – 0 | 2 – 3 | 1 – 1 | 1 – 1 | 2 – 1 | 3 – 1 | 2 – 0  |
| PEC           | 1 – 1 | 6 – 2 | 0 – 1 | 0 – 0 | 3 – 2 | 1 – 1 |       | 0 – 0 | 3 – 1 | 2 – 6 | 1 – 0 | 1 – 2 | 2 – 1 | 0 – 0 | 2 – 0  |
| Tubantia      | 2 – 1 | 2 – 0 | 2 – 9 | 3 – 1 | 1 – 1 | 1 – 1 | 1 – 5 |       | 2 – 1 | 0 – 1 | 1 – 2 | 0 – 0 | 3 – 2 | 4 – 2 | 1 – 1  |
| Veendam       | 4 – 0 | 1 – 1 | 2 – 2 | 2 – 4 | 1 – 1 | 1 – 4 | 2 – 1 | 4 – 2 |       | 2 – 2 | 4 – 1 | 2 – 1 | 2 – 1 | 1 – 1 | 1 – 0  |
| Vitesse       | 1 – 0 | 5 – 1 | 1 – 0 | 5 – 1 | 3 – 2 | 2 – 2 | 1 – 0 | 6 – 1 | 3 – 2 |       | 5 – 0 | 2 – 2 | 2 – 0 | 2 – 1 | 3 – 2  |
| Wageningen    | 2 – 2 | 3 – 4 | 2 – 0 | 2 – 1 | 4 – 0 | 1 – 1 | 1 – 0 | 5 – 1 | 0 – 2 | 0 – 6 |       | 1 – 1 | 3 – 2 | 2 – 2 | 10 – 2 |
| FC Zaanstreek | 1 – 0 | 1 – 1 | 1 – 1 | 2 – 1 | 2 – 0 | 5 – 1 | 2 – 0 | 3 – 1 | 3 – 1 | 1 – 2 | 4 – 2 |       | 0 – 0 | 4 – 1 | 0 – 2  |
| ZFC           | 3 – 3 | 2 – 1 | 0 – 1 | 1 – 3 | 0 – 1 | 0 – 3 | 0 – 2 | 2 – 4 | 0 – 1 | 3 – 2 | 2 – 1 | 0 – 1 |       | 0 – 2 | 1 – 1  |
| Zwartemeer    | 2 – 1 | 1 – 1 | 2 – 0 | 4 – 0 | 2 – 2 | 2 – 1 | 2 – 0 | 1 – 0 | 2 – 0 | 2 – 0 | 2 – 1 | 0 – 0 | 5 – 0 |       | 5 – 1  |
| Zwolsche Boys | 0 – 1 | 1 – 0 | 0 – 3 | 1 – 2 | 2 – 1 | 1 – 3 | 0 – 1 | 1 – 1 | 0 – 0 | 1 – 2 | 1 – 1 | 0 – 0 | 1 – 3 | 1 – 3 |        |

## Topscorers
| #  | Naam           | Club          | Goal |
| -- | -------------- | ------------- | ---- |
| 1. | Tonny Roosken  | Zwartemeer    | 22   |
| 2. | Hans Verhagen  | Vitesse       | 21   |
| 2. | Ben Zweers     | De Graafschap | 21   |
| 4. | Joop Hartjes   | De Graafschap | 19   |
| 5. | Jan Veenstra   | Vitesse       | 16   |
| 6. | Chris de Vries | Vitesse       | 15   |
| 7. | Map Marijt     | ZFC           | 14   |
| 7. | Leo de Vroet   | Heerenveen    | 14   |
| 9. | Cees Groot     | FC Zaanstreek | 13   |
| 9. | Hans Kalter    | Zwartemeer    | 13   |

## Tweede divisie B

### Deelnemende teams
| Club                | Plaats           | Accommodatie           | Capaciteit | Trainer                |
| ------------------- | ---------------- | ---------------------- | ---------- | ---------------------- |
| Baronie             | Breda            | De Blauwe Kei          | 12.000     | Jan Blom & J. Liebrand |
| FC Den Bosch/BVV    | 's-Hertogenbosch | De Vliert              | 30.000     | Ben Tap                |
| D.F.C.              | Dordrecht        | Krommedijk             | 12.000     | Piet de Visser         |
| EDO                 | Haarlem          | Noordersportpark       | 10.000     | János Kovács           |
| Excelsior           | Rotterdam        | Woudestein             | 11.000     | Rinus Smits            |
| Fortuna Vlaardingen | Vlaardingen      | Floreslaan             | 12.000     | Ko Stijger             |
| Haarlem             | Haarlem          | Jan Gijzenkade         | 13.000     | Kick Smit              |
| Helmondia '55       | Helmond          | De Braak               | 12.000     | Joep Brandes           |
| Hermes DVS          | Schiedam         | Harga                  | 16.000     | Hugo van de Moer       |
| Limburgia           | Brunssum         | Venweg                 | 15.500     | Jean Janssen           |
| NOAD                | Tilburg          | Gemeentelijk Sportpark | 20.000     | Maarten Vink           |
| RCH                 | Heemstede        | Sportparklaan          | 18.000     | Tinus van der Pijl     |
| Roda JC             | Kerkrade         | Kaalheide              | 20.000     | Wiel Coerver           |
| SVV                 | Schiedam         | Harga                  | 16.000     | Rinus Gosens           |
| Wilhelmina          | 's-Hertogenbosch | De Wolfsdonken         | 6.000      | Louis Frans            |

### Eindstand
| pos | club                | gs | w  | g  | v  | pnt | dv | dt | ds  |
| --- | ------------------- | -- | -- | -- | -- | --- | -- | -- | --- |
| 1.  | FC Den Bosch/BVV    | 28 | 14 | 13 | 1  | 41  | 58 | 25 | 33  |
| 2.  | SVV                 | 28 | 17 | 4  | 7  | 38  | 63 | 37 | 26  |
| 3.  | D.F.C.              | 28 | 14 | 8  | 6  | 36  | 63 | 41 | 22  |
| 4.  | RCH                 | 28 | 12 | 11 | 5  | 35  | 51 | 36 | 15  |
| 5.  | Roda JC             | 28 | 12 | 10 | 6  | 34  | 48 | 28 | 20  |
| 6.  | Baronie             | 28 | 13 | 6  | 9  | 32  | 59 | 37 | 22  |
| 7.  | Haarlem             | 28 | 10 | 7  | 11 | 27  | 50 | 50 | 0   |
| 8.  | Limburgia           | 28 | 9  | 9  | 10 | 27  | 43 | 51 | -8  |
| 9.  | Excelsior           | 28 | 8  | 9  | 11 | 25  | 44 | 46 | -2  |
| 10. | NOAD                | 28 | 7  | 9  | 12 | 23  | 45 | 54 | -9  |
| 11. | Fortuna Vlaardingen | 28 | 7  | 8  | 13 | 22  | 36 | 48 | -12 |
| 12. | Helmondia '55       | 28 | 10 | 2  | 16 | 22  | 49 | 74 | -25 |
| 13. | Hermes DVS          | 28 | 7  | 6  | 15 | 20  | 40 | 58 | -18 |
| 14. | Wilhelmina          | 28 | 4  | 11 | 13 | 19  | 42 | 62 | -20 |
| 15. | EDO                 | 28 | 6  | 7  | 15 | 19  | 41 | 85 | -44 |

### Legenda
| Kleur | Kwalificatie voor               |
| ----- | ------------------------------- |
|       | Promotie naar de Eerste divisie |

### Uitslagen
|                     | BAR   | DBO   | DFC   | EDO   | EXC   | FVL   | HAA   | H55   | DVS   | LIM   | NOA   | RCH   | RJC   | SVV   | WLM   |
| ------------------- | ----- | ----- | ----- | ----- | ----- | ----- | ----- | ----- | ----- | ----- | ----- | ----- | ----- | ----- | ----- |
| Baronie             |       | 2 – 2 | 0 – 1 | 6 – 0 | 2 – 0 | 2 – 1 | 0 – 1 | 3 – 3 | 5 – 0 | 2 – 2 | 0 – 1 | 1 – 0 | 3 – 2 | 0 – 1 | 2 – 0 |
| FC Den Bosch/BVV    | 2 – 1 |       | 1 – 1 | 5 – 0 | 0 – 0 | 2 – 2 | 3 – 1 | 6 – 0 | 2 – 0 | 5 – 1 | 1 – 1 | 0 – 0 | 2 – 1 | 2 – 0 | 2 – 0 |
| D.F.C.              | 3 – 3 | 0 – 0 |       | 7 – 0 | 1 – 3 | 1 – 0 | 5 – 1 | 1 – 3 | 5 – 1 | 1 – 0 | 2 – 0 | 0 – 2 | 3 – 1 | 5 – 4 | 0 – 0 |
| EDO                 | 3 – 1 | 2 – 4 | 2 – 7 |       | 1 – 1 | 2 – 1 | 1 – 0 | 2 – 3 | 2 – 4 | 3 – 2 | 2 – 2 | 0 – 0 | 1 – 1 | 2 – 4 | 0 – 0 |
| Excelsior           | 2 – 2 | 2 – 1 | 2 – 2 | 1 – 3 |       | 3 – 3 | 2 – 4 | 7 – 1 | 3 – 0 | 2 – 1 | 2 – 1 | 1 – 2 | 2 – 3 | 2 – 3 | 0 – 2 |
| Fortuna Vlaardingen | 3 – 2 | 0 – 0 | 0 – 2 | 4 – 1 | 3 – 0 |       | 1 – 1 | 2 – 0 | 2 – 0 | 1 – 1 | 1 – 2 | 3 – 2 | 0 – 2 | 2 – 1 | 1 – 1 |
| Haarlem             | 0 – 1 | 1 – 3 | 1 – 4 | 3 – 2 | 1 – 2 | 3 – 2 |       | 4 – 2 | 6 – 1 | 0 – 0 | 6 – 1 | 3 – 3 | 1 – 1 | 1 – 1 | 3 – 1 |
| Helmondia '55       | 0 – 1 | 0 – 3 | 3 – 3 | 6 – 1 | 1 – 0 | 3 – 1 | 2 – 1 |       | 4 – 2 | 5 – 2 | 1 – 4 | 2 – 3 | 0 – 4 | 0 – 1 | 3 – 2 |
| Hermes DVS          | 1 – 1 | 1 – 2 | 0 – 1 | 4 – 2 | 1 – 2 | 0 – 0 | 0 – 0 | 3 – 4 |       | 1 – 2 | 2 – 1 | 0 – 0 | 1 – 2 | 0 – 1 | 2 – 0 |
| Limburgia           | 0 – 3 | 2 – 3 | 3 – 1 | 0 – 2 | 3 – 1 | 1 – 0 | 3 – 2 | 3 – 0 | 1 – 1 |       | 2 – 6 | 3 – 2 | 1 – 1 | 1 – 1 | 3 – 1 |
| NOAD                | 1 – 6 | 1 – 1 | 1 – 2 | 5 – 1 | 0 – 0 | 4 – 2 | 1 – 1 | 2 – 0 | 3 – 3 | 1 – 1 |       | 0 – 2 | 1 – 2 | 1 – 3 | 2 – 2 |
| RCH                 | 4 – 3 | 2 – 2 | 2 – 0 | 4 – 4 | 0 – 0 | 3 – 0 | 2 – 1 | 3 – 0 | 3 – 2 | 3 – 1 | 1 – 1 |       | 3 – 0 | 1 – 2 | 2 – 2 |
| Roda JC             | 0 – 1 | 2 – 2 | 1 – 1 | 4 – 0 | 0 – 0 | 0 – 0 | 4 – 0 | 3 – 0 | 1 – 2 | 0 – 0 | 2 – 1 | 1 – 1 |       | 2 – 0 | 6 – 1 |
| SVV                 | 3 – 2 | 1 – 1 | 3 – 0 | 4 – 0 | 3 – 2 | 7 – 0 | 0 – 1 | 3 – 1 | 2 – 4 | 2 – 3 | 2 – 0 | 3 – 0 | 0 – 0 |       | 3 – 2 |
| Wilhelmina          | 1 – 4 | 1 – 1 | 4 – 4 | 2 – 2 | 2 – 2 | 2 – 1 | 2 – 3 | 4 – 2 | 1 – 4 | 1 – 1 | 4 – 1 | 1 – 1 | 1 – 2 | 2 – 5 |       |

### Topscorers
| #  | Naam                 | Club             | Goal |
| -- | -------------------- | ---------------- | ---- |
| 1. | Dick van Dijk        | SVV              | 26   |
| 2. | Lambert Kreekels     | Helmondia '55    | 25   |
| 3. | Jan Klijnjan         | D.F.C.           | 21   |
| 3. | Ad Vermolen          | Baronie          | 21   |
| 5. | Wietze Couperus      | Haarlem          | 19   |
| 6. | Ad Brekelmans        | NOAD             | 18   |
| 7. | Frans Olde Riekerink | FC Den Bosch/BVV | 16   |
| 8. | Ad van den Broek     | Baronie          | 13   |
| 8. | Leen Hubert          | SVV              | 13   |
| 8. | Wout van Meeteren    | SVV              | 13   |

## Voetnoten
1956/57 · 
1957/58 · 
1958/59 · 
1959/60 · 
1960/61 · 
1961/62 · 
1962/63 · 
1963/64 · 
1964/65 · 
1965/66 · 
1966/67 · 
1967/68 · 
1968/69 · 
1969/70 · 
1970/71 · 
2016/17 · 
2017/18 · 
2018/19 ·
2019/20 ·
2020/21 ·
2021/22 ·
2022/23 ·
2023/24 ·
2024/25